# Schaller-Baross Ernő
Schaller-Baross Ernő (Budapest, 1987. január 30. –) európai parlamenti képviselő, a Fidesz tagja.

## Pályafutása
2008 és 2010 között országgyűlési képviselő mellett volt gyakornok. 2010 és 2013 között jogi referensként dolgozott az Igazságügyi Minisztériumban. 2013 és 2018 között a Szövetség a Polgári Magyarországért Alapítvány külügyi igazgatója volt. 
2014 és 2016 között az Országgyűlés alelnöki kabinetjében dolgozott külügyi tanácsadóként, majd a Fidesz országgyűlési képviselőcsoportjának külügyi tanácsadója lett 2018-ig, amikor helyettes államtitkárrá nevezték ki a Miniszterelnökségen.
Közben 2015–2018 között az MNB által létrehozott Pallas Athéné Domus Animae Alapítvány kuratóriumi tagja volt, 2017–2018 között a Pallas Athéné Domus Educationis Alapítvány kuratóriumi elnöke.
2018. májusától 2021. januárig a Miniszterelnökség nemzetközi ügyekért felelős helyettes államtitkára.
Családja 2007-ben megvásárolta a Veszprém megyei Úrkút melletti zsófiapusztai, Zichy-Nirnsee kúriát, amelyet korhűen felújítottak. 
2021 januárjában a Fidesz és a KDNP Schaller-Baross Ernőt jelölte az Európai Parlamentbe, a Szájer József lemondása után megürült képviselői helyre. 2021 januárjától a Fidesz európai parlamenti képviselője.

Szakmai tevékenysége az Európai Parlamentben
Schaller-Baross Ernő európai parlamenti képviselői mandátumát 2021 januárjában vette át, a szakmai munkáját pedig a Jogi Bizottságban (JURI) és a Foglalkoztatási és Szociális Bizottságban (EMPL) főtagként, a Fejlesztési Bizottságban (DEVE) és az Egyesült Államokkal fenntartott kapcsolatokért felelős küldöttségben pedig póttagként kezdte meg.
Független képviselőként 2021. szeptemberében a mesterséges intelligenciával foglalkozó különbizottság (AIDA) főtagja, valamint az Ipari, Kutatási és Energiaügyi Bizottság (ITRE) póttagja lett. 2022 januárjától tagja lett a Nemzetközi Kereskedelmi Bizottságnak (INTA), amely meghatározó szerepet játszik az Unió kereskedelempolitikájának kialakításában. 
A tizedik jogalkotási ciklusban új szakbizottsági tagságokat szerzett. A Patrióták Európáért frakció képviselőjéként 2024. július 19-től az Európai Parlament Alkotmányügyi Bizottságának (AFCO) és a Belső Piaci és Fogyasztóvédelmi szakbizottságban (IMCO) valamint az Egyesült Államokkal fenntartott kapcsolatokért felelős küldöttség főtagjaként, továbbá a Jogi szakbizottság (JURI) és az Egyesült Királyság Parlamenti Partnerségi Közgyűlésbe delegált küldöttség póttagjaként folytatja munkásságát. 

## Tanulmányai
Középiskolai tanulmányait a Budapesti Osztrák Gimnáziumban végezte 2001–2005 között. 2010-ben a Károli Gáspár Református Egyetem Állam- és Jogtudományi Karán jogi diplomát szerzett.

## Egyebek
2018-tól 2021-ig a Miniszterelnökség nemzetközi ügyekért felelős helyettes államtitkára.
2020-tól miniszteri biztos a Miniszterelnökségen.
Szintén 2020-tól a Magyar Golf Szövetség elnökségi tagjává választották.
2020 őszén az Egyesült Államok Külügyminisztériuma által szervezett International Visitor Leadership Program (IVLP) résztvevője volt.
2019-ben részt vett a James S. Denton Transatlantic Fellowship programban.
2019 óta a Habsburg Ottó Alapítvány felügyelő bizottságának tagja.
A 2018-as országgyűlési választáson a Fidesz-KDNP országos listáján jelölt volt, mandátumot nem szerzett.